# パリメトロ4号線
4号線（4ごうせん、フランス語: Ligne 4）は、パリ交通公団（RATP）の運営するフランスの首都パリを含むイル＝ド＝フランス地域圏のメトロ（地下鉄）路線の一つ。パリ市内北部ポルト・ド・クリニャンクール駅と、パリ郊外南部バニューのバニュー＝リュシー・オブラック駅までを南北に結ぶ。1904年に開業。

## 概要
パリ・メトロ内では、1号線に次いで利用者数が多く、セーヌ川の右岸と左岸を地下で結んだ最初の路線。3bis線・7bis線を除く全てのパリ・メトロとRERの全ての路線と接続している。
かつて、MP 59のゴムタイヤで走行しており、車内が非常に高温となっていた。その後、効率の電子制御と非同期モーターを備えたMP 89に段階的に置き換えたことにより、路線の状態が大幅に改善された。
一世紀以上、南側の終点がポルト・ドルレアン駅であったため、「オルレアン＝クリニャンクール線」とも呼ばれていた。その後、2013年にはモンルージュのメリー・ド・モンルージュ駅へ、2022年にはバニューのバニュー＝リュシー・オブラック駅へ延伸した。
2023年12月15日には、全線で完全自動運転となった。

4号線の路線図

## 延伸計画
- 南方面

モンルージュ及びバニュー方面への延伸計画が2005年2月に発表された。2006年6月に着工し、モンルージュ方面はメリー・ド・モンルージュ駅まで2013年3月に一部開通した。さらにバニュー方面に延伸し、バニュー＝リュシー・オブラック駅まで2022年1月に開通した。
- 北方面

Mairie de Saint-Ouen（サン・トゥアン市庁舎）方面への延伸が SDRIF（Schéma Directeur de la Région Île-de-France）の計画フェーズ2（2013年から2020年までに達成されるべき計画）に採択される。

## 使用車両
1930年頃は、M4系車両（通称 "Sprague-Thomson"）が使用され、路線がタイヤ走行に置き換えられるまで、この車両は延べ300万キロ以上走行したといわれる。1966年10月から翌年7月にわたって、MP59系車両への置き換えが行われた。1997年、1号線にMP89系車両が導入される際、1号線で供用されていた MP59系車両が4号線に転属し、同時に11号線から MP55系車両の運用が終了した。
現在は1号線の自動運転化により2011年から2012年にかけて1号線から転属してきたMP89系により運行されている。
MP 59系車両は、4号線では6両編成であり、かつての構成は順に［二等制動電動車］-［二等電動車］-［一等付随車］-［一等二等合造付随車］-［二等電動車］-［二等制動電動車］となっていた（参考：国鉄の形式称号にならえば［クモハ］-［モハ］-［サロ］-［サロハ］-［モハ］-［クモハ］となる）。現在は一等車が廃止され、すべて二等車になっている。

## 駅一覧
| 駅名                             | 駅名                     | 接続路線 | 所在地       | 所在地          |
| -------------------------------- | ------------------------ | --- | ------------ | --------------- |
| ポルト・ド・クリニャンクール駅   | Porte de Clignancourt    | トラム： 3b線                                                                                                | パリ         | 18区            |
| サンプロン駅                     | Simplon                  | | パリ         | 18区            |
| マルカデ＝ポワソニエ駅           | Marcadet - Poissonniers  | メトロ： 12号線                                                                                              | パリ         | 18区            |
| シャトー・ルージュ駅             | Château Rouge            | | パリ         | 18区            |
| バルベス＝ロシュシュアール駅     | Barbès - Rochechouart    | メトロ： 2号線                                                                                               | パリ         | 9区、10区、18区 |
| 北駅 (ガール・デュ・ノール)      | Gare du Nord             | メトロ： 5号線 RER： B線・ D線 RER： E線（マジャンタ駅） トランシリアン： H線・ K線 フランス国鉄（パリ北駅） | パリ         | 10区            |
| 東駅 (ガール・ド・レスト)        | Gare de l'Est            | メトロ： 5号線、 7号線 トランシリアン： P線 フランス国鉄（パリ東駅）                                         | パリ         | 10区            |
| シャトー・ド駅                   | Château d'Eau            | | パリ         | 10区            |
| ストラスブール＝サン＝ドニ駅     | Strasbourg - Saint-Denis | メトロ： 8号線、 9号線                                                                                       | パリ         | 2区、3区、10区  |
| レオミュール＝セバストポル駅     | Réaumur - Sébastopol     | メトロ： 3号線                                                                                               | パリ         | 2区、3区        |
| エティエンヌ・マルセル駅         | Étienne Marcel           | | パリ         | 1区、2区        |
| レ・アル駅                       | Les Halles               | RER： A線・ B線・ D線（シャトレ-レ・アル駅）                                                                 | パリ         | 1区、4区        |
| シャトレ駅                       | Châtelet                 | メトロ： 1号線、 7号線、 11号線、 14号線                                                                     | パリ         | 1区、4区        |
| シテ駅                           | Cité                     | | パリ         | 1区、4区        |
| サン＝ミッシェル駅               | Saint-Michel             | RER： B線・ C線（サン＝ミッシェル＝ノートルダム駅）                                                          | パリ         | 5区、6区        |
| オデオン駅                       | Odéon                    | メトロ： 10号線                                                                                              | パリ         | 6区             |
| サン＝ジェルマン＝デ＝プレ駅     | Saint-Germain-des-Prés   | | パリ         | 6区             |
| サン＝シュルピス駅               | Saint-Sulpice            | | パリ         | 6区             |
| サン＝プラシッド駅               | Saint-Placide            | | パリ         | 6区             |
| モンパルナス＝ビヤンヴニュ駅     | Montparnasse - Bienvenüe | メトロ： 6号線・ 12号線・ 13号線 トランシリアン： N線 フランス国鉄（モンパルナス駅）                         | パリ         | 6区、14区、15区 |
| ヴァヴァン駅                     | Vavin                    | | パリ         | 6区、14区       |
| ラスパイユ駅                     | Raspail                  | メトロ： 6号線                                                                                               | パリ         | 14区            |
| ダンフェール＝ロシュロー駅       | Denfert-Rochereau        | メトロ： 6号線 RER： B線                                                                                     | パリ         | 14区            |
| ムトン＝デュヴェルネ駅           | Mouton-Duvernet          | | パリ         | 14区            |
| アレジア駅                       | Alésia                   | | パリ         | 14区            |
| ポルト・ドルレアン駅             | Porte d'Orléans          | トラム： 3a線                                                                                                | パリ         | 14区            |
| メリー・ド・モンルージュ駅       | Mairie de Montrouge      | | モンルージュ | モンルージュ    |
| バルバラ駅                       | Barbara                  | | モンルージュ | モンルージュ    |
| バニュー＝リュシー・オブラック駅 | Bagneux - Lucie Aubrac   | | バニュー     | バニュー        |

- 全線各駅停車、快速運転はない。
- 全線を通して地下区間。

## 特徴
- シテ駅およびサン=ミッシェル駅のみ、駅の構造が他駅と異なる。階段およびエレベーター（乗客は操作できず、一定時間おきに自動で発着する）でプラットフォームから垂直に地上に出る構造になっている。
- シテ駅のみ、照明が全体的に緑色がかったものになっている。
- 2000年初旬に、SIELシステム導入。